# Sicherheitsdirektion
Eine Sicherheitsdirektion ist eine (ehemalige) Sicherheitsbehörde in Österreich und der Schweiz.

## Österreich

### Organisation und Zuständigkeit

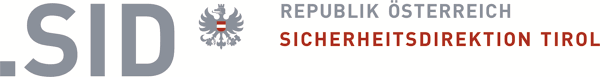
Logo der Sicherheitsdirektionen am Beispiel der SID Tirol

Eine Sicherheitsdirektion (abgekürzt SID) war eine monokratisch organisierte österreichische Sicherheitsbehörde der zweiten Instanz. Es bestanden in Österreich neun Sicherheitsdirektionen, also eine pro Bundesland, mit Sitz in der jeweiligen Landeshauptstadt. Sie waren als Filialen des Bundesministeriums für Inneres in den Bundesländern anzusehen.
An der Spitze einer Sicherheitsdirektion stand der Sicherheitsdirektor. Bei Besorgung der Sicherheitsverwaltung waren ihm das Landespolizeikommando und dessen hierfür bestimmte inneren Gliederungen unmittelbar unterstellt.
Den Sicherheitsdirektor hatte der Bundesminister für Inneres im Einvernehmen mit dem Landeshauptmann zu bestellen.
Den Exekutivdienst versahen der Sicherheitsdirektor sowie die ihm beigegebenen, zugeteilten oder unmittelbar unterstellten Organe des öffentlichen Sicherheitsdienstes. Dies waren neben den Juristen der Sicherheitsbehörden die Angehörigen des Wachkörpers Bundespolizei.
Die Angelegenheiten des inneren Dienstes der Sicherheitsdirektionen wurden von diesen selbst besorgt. Darüber hinaus oblag ihnen die Besorgung der personellen und dienstrechtlichen Angelegenheiten der in ihrem örtlichen Zuständigkeitsbereich eingerichteten Bundespolizeidirektionen.
In Wien war die Bundespolizeidirektion zugleich Sicherheitsdirektion, der Polizeipräsident auch Sicherheitsdirektor.
Der Innenminister hatte jede staatspolitisch wichtige oder für die öffentliche Sicherheit im gesamten Lande maßgebliche Weisung, die er einem Sicherheitsdirektor erteilt, dem Landeshauptmann mitzuteilen.

### Geschichte
In jedem Bundesland Österreichs wurde mit Verordnung der Dollfuß-Diktatur vom 13. Juli 1933 (BGBl. Nr. 226) eine Sicherheitsdirektion eingerichtet, die direkt dem Bundesministerium für Inneres unterstellt war. Ziel war es, vor allem dem Landeshauptmann von Wien, bis 12. Februar 1934 noch der Sozialdemokrat Seitz, Kompetenzen zu entziehen und die Angelegenheiten der „Aufrechterhaltung der öffentlichen Ruhe, Ordnung und Sicherheit“ direkt der Bundesregierung zu unterstellen. (Alle anderen acht Landeshauptleute gehörten ohnedies der Kanzlerpartei an.)
Der Sicherheitsdirektor wurde ohne Zustimmung des jeweiligen Landeshauptmannes vom für Sicherheitsfragen zuständigen Bundesminister ernannt. Nach dem Anschluss an das Deutsche Reich 1938 wurden die Sicherheitsdirektionen abgeschafft, im Jahre 1945 jedoch, dem österreichischen Behördenaufbau entsprechend, wieder neu eingerichtet.
Zunächst stützten sich die Sicherheitsdirektionen rechtlich auf das Behördenüberleitungsgesetz 1945 und eine Verordnung des Bundesministers für Inneres aus dem Jahre 1946. Danach wurden diese in Artikel 78 des Bundes-Verfassungsgesetzes und in § 4 des Sicherheitspolizeigesetzes verankert.

### Auflösung
Mit Wirkung vom 1. September 2012 sind die Sicherheitsdirektionen im Rahmen der Sicherheitsbehörden-Neustrukturierung 2012 mit den Bundespolizeidirektionen und den Landespolizeikommanden zu den neuen Landespolizeidirektionen zusammengeführt worden.

## Schweiz
In manchen Kantonen der Schweiz ist Sicherheitsdirektion oder Sicherheitsdepartement die Bezeichnung für ein kantonales Ministerium. Im Kanton Zürich etwa ist es für das Sozialwesen, die Polizei und den Bevölkerungsschutz zuständig, im Kanton Basel-Landschaft für zivilrechtliche Angelegenheiten, Polizei, Justiz und Bevölkerungsschutz, im Kanton Zug für Polizei und Bevölkerungsschutz, im Kanton Schwyz für Justiz, Polizei und Bevölkerungsschutz. Siehe auch Polizeidepartement.
Auf Bundesebene steht im Rahmen einer Neuorganisation der obersten Bundesverwaltung die Schaffung eines Sicherheitsdepartements seit längerem zur Diskussion, ohne aber dass es bislang zu irgendwelchen diesbezüglichen Beschlüssen gekommen wäre.